# 貝爾斯代爾 (伊利諾伊州)
貝爾斯代爾（英語：Bearsdale）是位於美國伊利諾伊州梅肯縣的一個非建制地區。該地的面積和人口皆未知。

## 地理
貝爾斯代爾的座標為39°53′49″N 89°00′40″W / 39.89694°N 89.01111°W，而該地的平均海拔高度為210米（即689英尺）。